# Danila Švara
Danila Švara, rojena v Ljubljani 23. 1. 1950, solistka ljubljanskega baleta pri SNG Opera in Balet.
Danila Švara je bila rojena v Ljubljani, kjer je leta 1968 diplomirala na Srednji baletni
šoli v Ljubljani in se nato izpopolnjevala v Londonu na Kraljevi baletni šoli. Po vrnitvi iz Londona je bila leta
1970 angažirana v ljubljanskem baletnem ansamblu, kjer je leta 1979 postala solistka in plesala do upokojitve leta 1994.
Kot solistka je nastopala v različnih baletih (La Valse, Chopiniana, Razuzdančeva usoda, Pepelka, Labodje jezero, Vesela vdova, Gospodična Julija, Don Kihotove sanje, Noordung idr.). Bila pa je tudi Izbrana v Posvečenju pomladi,
Sneguljčica v istoimenskem baletu, Helena v Abraxasu, Adela v Rosalindi, Åse v Peeru Gyntu ter plesala kmečki pas-de-deux v Giselle. Večkrat je gostovala tudi v Mariboru in Celovcu, po upokojitvi pa je še delala in koreografirala z mladimi ter bila strokovna sodelavka pri Ministrstvu za šolstvo in šport skupine Otroška glasbena ustvarjalnost v povezavi z drugimi umetnostmi.